# Kobieta pijawka
Kobieta pijawka (ang. The Leech Woman) – amerykański horror z 1960 roku.

## Opis fabuły
Naukowiec Paul Talbot spotyka staruszkę z pewnego afrykańskiego plemienia, która obiecuje wyjawić mu sekret wiecznego życia, jeśli zorganizuje wyprawę w jej odległe strony. Cyniczny Talbot postanawia zabrać swoją żonę, alkoholiczkę, z którą od dawna żyje w niezgodzie, by na niej wypróbować specyfik na nieśmiertelność. Wkrótce jednak przyjdzie mu pożałować swojej decyzji.

## Obsada
- Coleen Gray - June Talbot
- Phillip Terry - Paul Talbot
- Gloria Talbot - Sally Howard
- John van Dreelen - David Garvey
- Grant Williams - Neil Foster
- Estelle Hemsley - stara kobieta z afrykańskiego plemienia